# Renáta lotaringiai hercegnő
Renáta lotaringiai hercegnő ( Nancy, 1544. április 20. – München, 1568. február 22.) Bajorország hercegnéje.

## Élete
1568. február 22-én férjéhez ment Vilmos bajor örökös herceghéz. A 18 napos esküvői ünnep zenéjét Orlande de Lassus szerezte.
1597. október 15-én férje lemondott a trónról.

## Gyermekei
Tíz gyermekük közül hat érte el a felnőttkort: 
- Miksa (1573–1651)
- Mária Anna (1574–1616); ⚭ 1600 Ferdinánd osztrák főherceg
- Filipp Vilmos (1576–1598), regensburgi hercegpüspök
- Ferdinánd(wd) (1577–1650), kölni választófejedelem
- VI. Albrecht bajor-leuchtenbergi herceg (1584–1666); ⚭ 1612 Mechthild  (1588–1634)
- Magdaléna (1587–1628); ⚭ 1613 Wolfgang Vilmos pfalz-neuburgi herceg(wd)

## Fordítás
- Ez a szócikk részben vagy egészben  a   Renata von Lothringen című német Wikipédia-szócikk fordításán alapul.  Az eredeti cikk szerkesztőit annak laptörténete sorolja fel. Ez a jelzés csupán a megfogalmazás eredetét és a szerzői jogokat jelzi, nem szolgál a cikkben szereplő információk forrásmegjelöléseként.